# Paul Bernardoni
Paul Bernardoni (ur. 18 kwietnia 1997 w Évry) – francuski piłkarz występujący na pozycji bramkarza we francuskim klubie AS Saint-Étienne, do którego wypożyczony jest z Angers. Wychowanek Troyes, w trakcie swojej kariery grał także w takich zespołach, jak Bordeaux, Clermont oraz Nîmes. Młodzieżowy reprezentant Francji.